# Los Angeles Theatre
El Teatro de Los Ángeles es un palacio de cine histórico con capacidad para 2000 asientos en 615 S. Broadway en el histórico distrito de teatros de Broadway en el centro de Los Ángeles.

## Historia
Fue construido a finales de 1930 y principios de 1931. Fue encargado por HL Gumbiner, un exhibidor de cine independiente de Chicago, que también construyó el cercano Tower Theatre. Diseñado por S. Charles Lee, y Samuel Tilden Norton, el teatro presenta un interior barroco francés. Con su gran escalera central y sus cortinas de brocado dorado, durante muchos años se ha considerado uno de los monumentos más lujosos de la ciudad. Se dice que el opulento interior fue inspirado en el Salón de los Espejos de Versalles. En lo alto de la gran escalera hay una fuente de cristal, en el nivel inferior había un restaurante y un salón de baile. Fue construido en menos de seis meses. En agosto de 1930 sólo había un agujero excavado en el suelo y en enero de 1931 tuvo su gran inauguración. Lee aceleró la construcción haciendo que la ornamentación de yeso fuera fabricada fuera del sitio y luego llevada al edificio y encajada como un rompecabezas. La mayoría de los otros teatros de la época tenían su yeso decorativo moldeado y terminado en su lugar, con artesanos trabajando en andamios Charlie Chaplin ayudó a financiar la finalización para que estuviera listo para abrir con el estreno de su película City Lights en enero de 1931. Fue el último cine de este tipo construido en Broadway, ya que el área comenzó a sentir los efectos de la Depresión y enfrentó la competencia de Hollywood Blvd. como la "Gran Vía Blanca de Occidente". La asistencia fue fuerte durante la Segunda Guerra Mundial, cuando muchos trabajadores de las fábricas veían espectáculos antes y después de sus turnos. Con la suburbanización de Los Ángeles en la posguerra, la asistencia disminuyó durante las últimas décadas del siglo XX.
Después de cerrar sus puertas al público en 1994, permaneció cerrado durante muchos años, aunque se puede alquilar como lugar para eventos especiales. Figura en el Registro Nacional de Lugares Históricos.
Se utiliza frecuentemente hoy en día como lugar de rodaje y se ve con frecuencia en comerciales, programas de televisión y largometrajes. Ha aparecido en Funny Lady (1975); Nueva York, Nueva York (1977); Gattaca (1997); El hombre en la luna (1999); Los ángeles de Charlie (2000) y su secuela, Los ángeles de Charlie: A toda velocidad (2003); Los señores de Salem (2012); la serie de AMC Mad Men; entre muchas otras películas. El teatro se utilizó como telón de fondo en el set de The Tonight Show con Jay Leno, y se vio en el video musical de "Safe and Sound" de Capital Cities"(2013), "Shake It" de Metro Station (2008), "Jaded" de Aerosmith (2000), "Moves Like Jagger " de Maroon 5 y Christina Aguilera (2011), "Delicate" de Taylor Swift (2018), "2U " de Kang Daniel (2020), "Black Swan" de BTS (2020) y "Ghost Story" de Carrie Underwood (2022). En 2004, el teatro albergó la producción teatral de múltiples niveles "Alma" (sobre Alma Mahler-Werfel) de Joshua Sobol, dirigida por Paulus Manker.
El diseño de la fachada y la marquesina del teatro se usaron como inspiración para el del Teatro Hyperion en Disney California Adventure en Anaheim.